# Christianshavn (metrostation)
Christianshavn is een ondergronds metrostation in de Deense hoofdstad Kopenhagen dat op 19 oktober 2002 werd geopend.

## Geschiedenis
Na meerdere plannen voor uitbreiding van de stad op Amager kwam in 1989 een werkgroep met een uitgewerkt voorstel voor nieuwe woonwijken en bedrijfsterreinen, de Ørestad, aan de westzijde van Amager. De Ørestadwet werd in het voorjaar van 1992 aangenomen, hierin werd de Ørestadsselskabet belast met de uitvoering van het bouwproject op Amager en de aanleg van een OV-verbinding tussen de stad en de nieuwe wijken. Voor de OV-verbinding werd gekeken naar een tram, een sneltram en een mini-metro en na onderzoek viel de keuze van het bestuur van de Ørestadsselskabet in 1994 op de metro. Het ontwerp van het metronet uit 1995 voorzag, met het oog op een toekomstige aansluiting van het vliegveld op de metro, in een vertakking onder de stadsgracht bij het Elefantens Bastion iets ten zuiden van Christianshavn. De lijn door het westen van Amager werd M1, de zijtak, van vooralsnog twee stations, M2. In 1998 gingen de tunnelboormachines aan de slag en op 19 oktober 2002 opende Koningin Margrethe het eerste deel van de metro, waaronder station Christianshavn.

## Ligging en inrichting
Het station ligt in de binnenstad in de wijk Christianshavn onder de Christianshavn Torv. Het is gebouwd volgens het standaardontwerp voor ondergrondse metrostations in Kopenhagen, zij het dat de kuip smaller is en de daklichten ontbreken. De toegang tot het station ligt aan de noordkant van de Christianshavn Torv en kent een lift en vaste trappen. De lift is direct verbonden met het perron, reizigers die de trap nemen komen tussen straat en verdeelhal op een tussenverdieping. De verdeelhal  is met twee groepen van vier roltrappen verbonden met het perron. Omdat het station het zuidelijkste gezamenlijke station van M1 en M2 is, dient het als overstapstation voor reizigers tussen de beide lijnen op Amager. De tunnelbuizen aan de noordkant liggen onder de Torvegade, ten zuiden van het station lopen ze onder de bebouwing naar de splitsing. De metro's richting Amager gaan bij de splitsing onder die in tegen over gestelde richting door.
Vanløse  · Flintholm  · Lindevang · Fasanvej · Frederiksberg · Forum · Nørreport   · Kongens Nytorv · Christianshavn · Islands Brygge · DR Byen · Sundby · Bella Center · Ørestad  · Vestamager
Vanløse  · Flintholm  · Lindevang · Fasanvej · Frederiksberg · Forum · Nørreport   · Kongens Nytorv · Christianshavn · Amagerbro · Lergravsparken · Øresund · Amager Strand · Femøren · Kastrup · Københavns Lufthavn 